# لوثر جيسلر
لوثر جيسلر (بالألمانية: Lothar Geisler)‏ (مواليد 8 ديسمبر 1936 في دورتموند، ألمانيا) هو لاعب كرة قدم ألماني سابق، لعب من 1957 إلى 1963 في دوري الدرجة الأولى لكرة القدم بوخوم (1957-1959) وبوروسيا دورتموند (1959-1963) بمجموع 115 مباراة في الدوري، وسجل هدفين. في العام الأخير من أوبرليغا، 1962/63، فاز بالبطولة مع دورتموند.

## روابط خارجية
- لوثر جيسلر على موقع قاعدة بيانات كرة القدم.إي يو (الإنجليزية)
- لوثر جيسلر على موقع بيانات كرة القدم. دي إي (الألمانية)
- لوثر جيسلر على موقع عالم كرة القدم.نت (الإنجليزية)